# Kroměříži járás

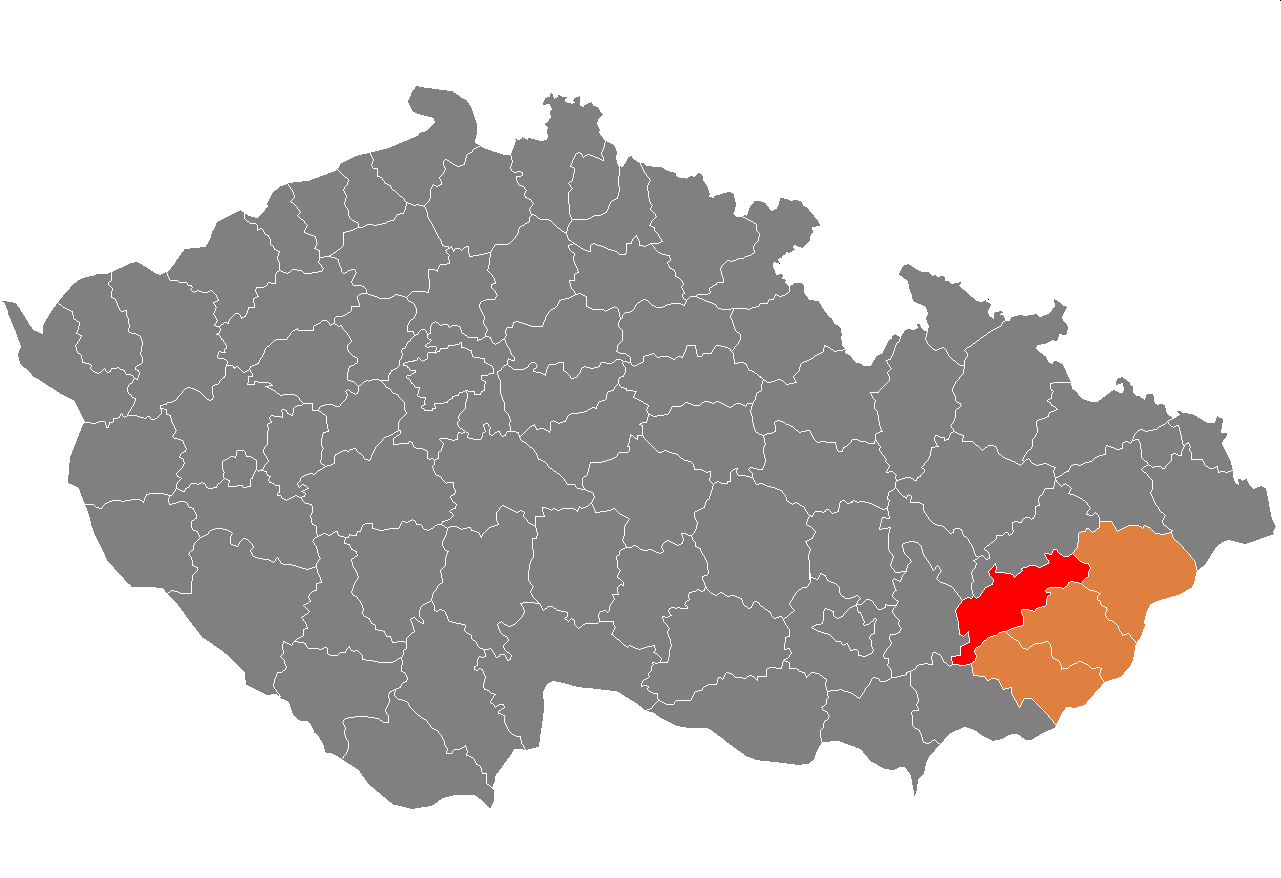
A Kroměříži járás

A Kroměříži járás (csehül: Okres Kroměříž) közigazgatási egység Csehország Zlíni kerületében. Székhelye Kroměříž. Lakosainak száma 108 943 fő (2009). Területe 795,67 km².

## Városai, mezővárosai és községei
A városok félkövér, a mezővárosok dőlt, a községek álló betűkkel szerepelnek a felsorolásban.
Bařice-Velké Těšany •
Bezměrov •
Blazice •
Bořenovice •
Břest •
Brusné •
Bystřice pod Hostýnem •
Cetechovice •
Chomýž •
Chropyně •
Chvalčov •
Chvalnov-Lísky •
Dřínov •
Holešov •
Honětice •
Horní Lapač •
Hoštice •
Hulín •
Jankovice •
Jarohněvice •
Karolín •
Komárno •
Koryčany •
Kostelany •
Kostelec u Holešova •
Kroměříž •
Kunkovice •
Kurovice •
Kvasice •
Kyselovice •
Lechotice •
Litenčice •
Loukov •
Lubná •
Ludslavice •
Lutopecny •
Martinice •
Míškovice •
Morkovice-Slížany •
Mrlínek •
Němčice •
Nítkovice •
Nová Dědina •
Osíčko •
Pacetluky •
Pačlavice •
Počenice-Tetětice •
Podhradní Lhota •
Prasklice •
Pravčice •
Přílepy •
Prusinovice •
Rajnochovice •
Rataje •
Roštění •
Roštín •
Rusava •
Rymice •
Šelešovice •
Skaštice •
Slavkov pod Hostýnem •
Soběsuky •
Střílky •
Střížovice •
Sulimov •
Třebětice •
Troubky-Zdislavice •
Uhřice •
Věžky •
Vítonice •
Vrbka •
Zahnašovice •
Žalkovice •
Záříčí •
Zástřizly •
Zborovice •
Zdounky •
Žeranovice •
Zlobice

## Fordítás
- Ez a szócikk részben vagy egészben  a   Kroměříž District című angol Wikipédia-szócikk ezen változatának fordításán alapul.  Az eredeti cikk szerkesztőit annak laptörténete sorolja fel. Ez a jelzés csupán a megfogalmazás eredetét és a szerzői jogokat jelzi, nem szolgál a cikkben szereplő információk forrásmegjelöléseként.
- Ez a szócikk részben vagy egészben  az   Okres Kroměříž című cseh Wikipédia-szócikk ezen változatának fordításán alapul.  Az eredeti cikk szerkesztőit annak laptörténete sorolja fel. Ez a jelzés csupán a megfogalmazás eredetét és a szerzői jogokat jelzi, nem szolgál a cikkben szereplő információk forrásmegjelöléseként.